# Luba Skořepová

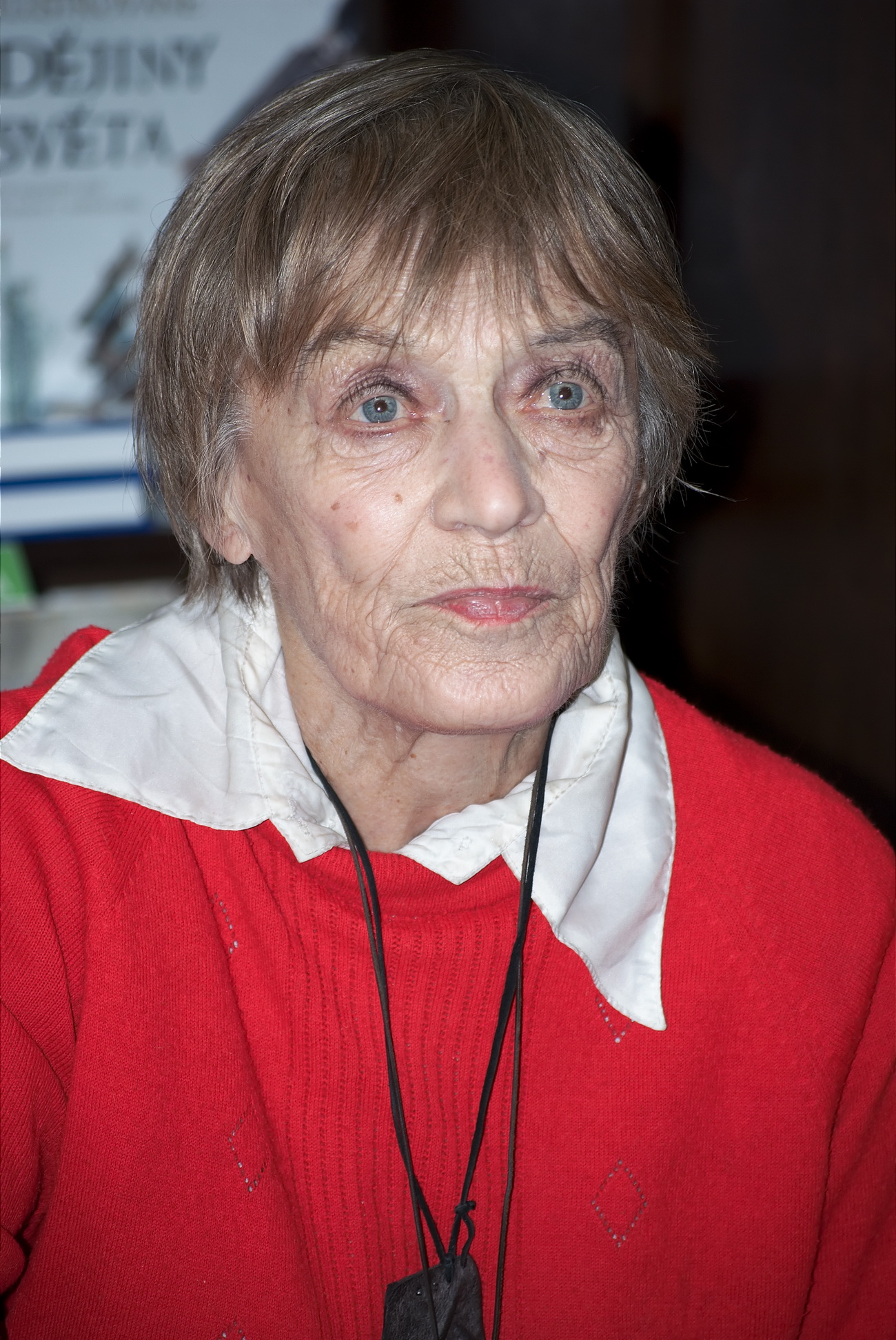
Ljuba Skořepová (2010)

Luba Skořepová, auch Ljuba Skořepová, auch Libuše Hanušová beziehungsweise Luba Hanušová (* 21. September 1923 in Náchod als Libuše Skořepová; † 23. Dezember 2016 in Prag), war eine tschechische Schauspielerin.

## Name
Luba Skořepová wurde in der Familie des Inhabers einer Sägemühle als Libuše Skořepová geboren. Seit ihrer Kindheit wurde sie jedoch zuerst von den Eltern, später auch allgemein, mit den Rufnamen Luba (alternativ auch Ljuba) gerufen, was sie auch später weitgehend akzeptierte und sogar selber verwendete.
Ebenfalls kompliziert ist Skořepovás Nachname. Nach ihrer Heirat mit dem Schriftsteller Pavel Hanuš nahm sie dessen Nachnamen an. Nach ihrer Trennung wollte sie wieder zu ihrem Mädchennamen zurückkehren, weil sie jedoch die Scheidungsdokumente nicht mehr finden konnte, wurde dies abgelehnt. Somit blieb Libuše Hanušová ihr „amtlicher“ Name bis zu ihrem Ableben.

## Leben
Luba Skořepová studierte von 1942 bis 1944 Schauspiel am Prager Konservatorium. Anschließend arbeitete sie an unterschiedlichen Theatern und wurde unter anderem 1948 Ensemblemitglied am renommierten Národní divadlo. Sie blieb dem Theater bis Juni 2014 erhalten und spielte in über 140 unterschiedlichen Rollen mehr als 66 Jahre am Theater.
Ihr Leinwanddebüt gab Skořepová 1946 in einer kleinen Nebenrolle in der von Vladimír Slavínský inszenierten Komödie Právě začínáme. Bis zu ihrem letzten Spielfilm 2010, dem Familienfilm Dešťová víla, und ihrem letzten Fernsehauftritt in der Fernsehserie Stopy života wirkte sie in über 120 Film- und Fernsehproduktionen mit. Dem deutschsprachigen Publikum wurde sie insbesondere durch ihr Mitwirken an unterschiedlichen Märchenproduktionen wie Die Märchenbraut und Die Rückkehr der Märchenbraut bekannt.
In erster Ehe war Skořepová mit dem Schauspieler Josef Pehr verheiratet. Ihr zweiter Ehemann war bis zu dessen Tod 1991 der Schriftsteller Pavel Hanuš.

## Filmografie
- 1946: Právě začínáme
- 1957: Der kleine Bärenführer (Malí medvědáři)
- 1958: Die Moral der Frau Dulski (Morálka paní Dulské)
- 1960: Das höhere Prinzip (Vyšší princip)
- 1970: Ich habe Einstein umgebracht (Zabil jsem Einsteina, pánové)
- 1971: Die lange weiße Spur (Dlouhá bílá nit)
- 1974: 1 + 3 = 4 (Tři nevinní)
- 1975: Der Tag, der die Welt veränderte (Sarajevský atentát)
- 1975: Die Nacht der orangefarbenen Feuer (Noc oranžových ohňů)
- 1976–1980: Die Kriminalfälle des Majors Zeman (30 případů majora Zemana, Fernsehserie, drei Folgen)
- 1980: Wenn wir erstmal reich sind… (Co je doma, to se počítá, pánové…)
- 1983: Tödliche Motive (Smrt talentovaného ševce)
- 1984: Vor dem Sturm
- 1986: Eine zauberhafte Erbschaft (Čarovné dědictví)
- 1987: Der schwarze Strumpf (Černá punčocha)
- 1993: Die Rückkehr der Märchenbraut (Arabela se vrací, Fernsehserie, drei Folgen)
- 1993: Wettstreit im Schloß (Nesmrtelná teta)
- 1996: Allzu laute Einsamkeit (Une trop bruyante solitude)
- 2010: Dešťová víla